# Jasper Bovenhuis
Jasper Bovenhuis (né le 27 juillet 1991 à Rouveen) est un coureur cycliste néerlandais.

## Biographie

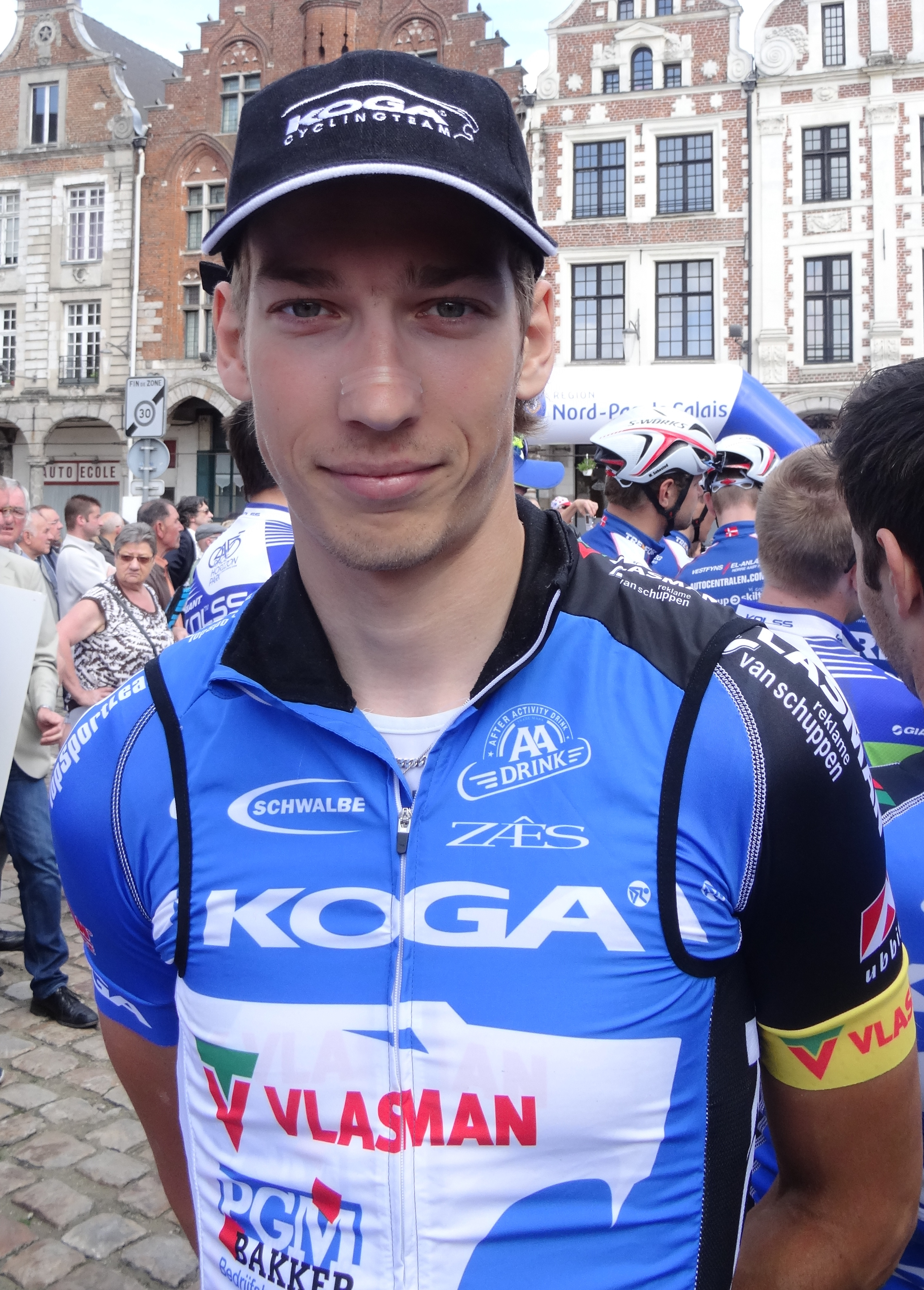
Jasper Bovenhuis lors du départ de la 3e étape du Paris-Arras Tour 2014 à Arras.

Jasper Bovenhuis naît le 27 juillet 1991 à Rouveen.
En 2008, il remporte le classement général des Trois Jours d'Axel et termine 3e du championnat des Pays-Bas du contre-la-montre juniors. L'année suivante, il remporte à nouveau le classement général des Trois Jours d'Axel. En 2010, il entre dans l'équipe continentale néerlandaise Rabobank Continental et termine en 2011 3e de la Châteauroux Classic de l'Indre. En 2013, Rabobank Continental devient Rabobank Development.
En 2014, il passe dans l'équipe Koga, qui disparaît à la fin de la saison. Il est alors recruté par la nouvelle équipe continentale SEG Racing pour sa saison 2015, où il remporte Arno Wallaard Memorial.

## Palmarès et classements mondiaux

### Palmarès sur route
- 2008[1]
  - Classement général des Trois Jours d'Axel
  - 3e du championnat des Pays-Bas du contre-la-montre juniors
- 2009
  - Classement général des Trois Jours d'Axel
- 2011
  - 3e de la Châteauroux Classic de l'Indre
- 2015
  - Arno Wallaard Memorial
- 2016
  - Grand Prix Raf Jonckheere
- 2017
  - Ronde van Midden Brabant
- 2018
  - 2e du Tour de Groningue

### Classements mondiaux
| Année           | 2011 | 2012 | 2013 | 2014 | 2015 | 2016   |
| --------------- | ---- | ---- | ---- | ---- | ---- | ------ |
| UCI Europe Tour | 256e | 779e | nc   | 918e | 325e | 1 533e |